# Liste der weltlichen Chorwerke von Anton Bruckner
Während fast seines gesamten Kompositionslebens komponierte Anton Bruckner etwa dreißig weltliche Chorwerke und sieben Wahlsprüche, das erste 1843 und das letzte 1893. Viele dieser Werke, einschließlich der oft patriotisch angehauchten Wahlsprüche, wurden für Liedertafeln geschrieben, vor allem für Frohsinn und Sängerbund. Andere wurden für private Anlässe wie Hochzeiten, Beerdigungen, Geburtstage oder Namenstage komponiert, und Freunden und Bekannten des Komponisten gewidmet. Die überwiegende Mehrheit dieser Werke ist für Männerchor gesetzt, manchmal mit Solisten. Nur zwei Chorwerke (WAB 64 und WAB 66) und ein Wahlspruch (WAB 95.1) sind für gemischten Chor festgelegt.

## Kronstorf
- An dem Feste, WAB 59a, ein 20-taktiges Werk in Des-Dur für Männerchor, komponiert am 19. September 1843 nach einem Text von Alois Knauer. Gegen Ende seines Lebens (1893) veröffentlichte Bruckner dieses erste Weltliche Chorwerk als Tafellied, WAB 59c.

## Sankt Florian
- Das Lied vom deutschen Vaterland, WAB 78, ein 20-taktiges Werk in Des-Dur für Männerchor, komponiert in ca. 1845. Der Verfasser des Textes ist unbekannt.
- Ständchen, WAB 84.2, ein 29-taktiges Werk in G-Dur, für Männerstimmenquartett und Tenorsolist, komponiert in ca. 1846 nach einem Text möglicherweise von Ernst Marinelli.
NB: Bruckner verwendete diesen Text bereits in ca. 1845 für sein skizziertes Lied Wie des Bächleins Silberquelle, WAB 84.1.
- Der Lehrerstand, WAB 77, ein 84-taktiges Werk in Es-Dur für Männerchor und Gesangsquartett, komponiert in ca. 1847 nach einem Text, möglicherweise von Ernst Marinelli.
- Sternschnuppen, WAB 85, ein 38-taktiges Werk in F-Dur für Männerstimmenquartett, komponiert in ca. 1848 nach einem Text von Ernst Marinelli.
- Zwei Wahlsprüche: Ein jubelnd Hoch in D-Dur, WAB 83,1, und Lebt wohl, ihr Sangesbrüder in A-Dur, WAB 83,2, für Männerchor, komponiert für die Liedertafel Eferding im Jahr 1851.
- Das edle Herz, WAB 65 (1. Vertonung), ein 46-taktiges Werk in A-Dur für Männerchor, komponiert in ca. 1851 nach einem Text von Ernst Marinelli.
- Die Geburt, WAB 69, ein 25-taktiges Werk Des-Dur für Männerchor, komponiert Anfang 1852 für den Namenstag von Bruckners Freund Josef Seiberl.
- Vor Arneths Grab, WAB 53, ein 28-taktiges Werk in f-Moll für Männerchor und drei Posaunen nach einem Text von Ernst Marinelli, komponiert 1854 als Elegie für Prälat Michael Arneth.
- Laßt Jubeltöne laut erklingen, WAB 76, eine 100 Takte lange „Halbkantate“ in Es-Dur für Männerchor nach einem Text von Hillischer, komponiert 1854 als Festlied für den freudigen Einzug von Elisabeth in Bayern, Braut von Kaiser Franz Joseph, in Linz.
- Des Dankes Wort sei mir vergönnt, WAB 62, ein 89 Takte langes Werk F-Dur für 5-stimmig summenden Männerchor und Tenor- und Basssolist, komponiert um 1845–1849 (oder 1854?) nach einem Text von Ernst Marinelli.

## Linz
- Das edle Herz, WAB 66 (2. Vertonung), eine 38-taktige in A-Dur für gemischten Chor, komponiert im Dezember 1857.
- Am Grabe, eine 21-taktige Neuauflage der ersten 3 Strophen a cappella von  Vor Arneths Grab als Elegie auf Josefine Hafferl.
- Du bist wie eine Blume, WAB 64, ein 32-taktiges Werk in F-Dur für gemischtes Quartett, komponiert am 5. Dezember 1861 nach einem Text von Heinrich Heine
- Der Abendhimmel (1. Vertonung), WAB 55, ein 38-taktiges Werk in As-Dur für Männerquartett, komponiert im Januar 1862 nach einem Text von Joseph Christian Freiherr von Zeidlitz.
- Herbstlied, WAB 73, ein 69-taktiges Werk fis-Moll für Männerchor, 2 Sopransolisten und Klavier, komponiert am 19. März 1864 nach einem Text von Friedrich von Sallet.
- Um Mitternacht (1. Vertonung), WAB 89, ein 59-taktiges Werk in f-Moll für Männerchor, Altsolist und Klavier, komponiert am 12. April 1864 nach einem Text von Robert Prutz.
- Trauungschor, ein WAB 49, ein 55-taktiges Werk in F-Dur für Männerchor, Männerquartett und Orgel, komponiert 1865 nach einem Text von Franz Isidor Proschko zur Hochzeitsfeier von Karl Kerschbaum mit Maria Schimatschek.
- Der Abendhimmel (2. Vertonung), WAB 56, ein 38-taktiges Werk in F-Dur für Männerchor, komponiert am 6. Dezember 1866.
- Vaterlandslied, WAB 92, ein 87 Takte langes Werk As-Dur für Männerchor und Tenor- und Baritonsolisten, komponiert im November 1866 nach einem Text von August Silberstein.
- Vaterländisch Weinlied, WAB 91, ein 12-taktiges Werk (6 Strophen) C-Dur für Männerchor, November 1866 nach einem Text von August Silberstein.
- Wahlspruch: Des höchsten Preis, WAB 95,2, C-Dur für Männerchor, komponiert in ca. 1868 für die Liedertafel Sierning nach einem Text von Andreas Mittermayr.
- Wahlspruch: Das Frauenherz, die Mannesbrust, WAB 95,1, A-Dur für gemischten Chor, komponiert in ca. 1868 für die Liedertafel Frohsinn nach einem Text von Karl Kerschbaum.

## Wien
- Zwei Wahlsprüche: Im Wort und Liede wahr und frei, WAB 148,1, in C-Dur, und Wir Alle, Jung und Alt, WAB 148,2, in d-Moll, komponiert 1869 nach Texten von Johann Kajetan Markus als posthume Ehrerbietung für Simon Sechter.
- Mitternacht, WAB 80, ein 84-taktiges Werk As-Dur für Männerchor, Tenorsolist und Klavier, komponiert 1869 nach einem Text von Joseph Mendelssohn Bartholdy.
- Wahlspruch: Freier Sinn und hoher Mut, WAB 147, D-Dur für Männerchor, komponiert am 21. März 1874 für den Gesangverein Liederkrans.
- Das hohe Lied, WAB 74, ein 84-taktiges Werk As-Dur für summenden Männerchor und 2 Tenor- und Baritonsolisten, komponiert am 31. Dezember 1876 nach einem Text von Heinrich von der Mattig. 1879 machte Bruckner eine 2. Vertonung mit Streichern (2 Bratschen, Violoncello und Kontrabass) und Blechblasinstrumenten (4 Hörner, 3 Posaunen und Tuba).
- Nachruf, WAB 81a, ein 51-taktiges Werk in c-Moll für Männerchor und Orgel, komponiert am 19. Oktober 1877 nach einem Text von Heinrich von der Mattig zum Gedenken an Josef Seiberl.
1886 wurde das Werk als Trösterin Musik, WAB 81b, mit einem weiteren Text von August Seuffert neu aufgelegt.
- Abendzauber, WAB 57, ein 82-taktiges Werk in G-Dur, für Männerchor, Mezzosopran oder Tenor/Bariton solo, 3 Jodler und 4 Hörner, komponiert am 15. Januar 1878 nach einem Text von Heinrich von der Mattig.
- Zur Vermählungsfeier, WAB 54, ein 68-taktiges Werk in D-Dur für Männerchor, komponiert am 27. November 1878 für die Hochzeitsfeier von Anton Ölzelt Ritter von Newin mit Amalie Edler von Wieser.
- Sängerbund, WAB 82, ein 79-taktiges Werk in C-Dur für Männerchor, komponiert am 3. Februar 1882. Zwei Vertonungen: nach einem Text von Heinrich von der Mattig (?) und nach einem Text von Karl Kerschbaum.
- Volkslied, WAB 94, ein 67-taktiges Werk in C-Dur für Männerchor, komponiert 1882 nach einem Text von Josef Winter. Bruckner komponierte es, sowie eine weitere Vertonung für Singstimme und Klavier (Sämtliche Werke, Band XXIII/1, Nr. 6),[3] für einen Wettbewerb Für ein sangbares Nationallied.[4]
- Um Mitternacht (2. Vertonung), WAB 90, ein 93-taktiges Werk in f-Moll für summenden Männerchor und Tenorsolo, komponiert am 11. Februar 1886.
- Heut komt ja Freund Klose zum Gause, WAB 203, ein 4-taktiger, 4-stimmiger Kanon in C-Dur, komponiert am 29. April 1889.[5][6] Nicht ausgestellt in der Gesamtausgabe.
- Träumen und Wachen, WAB 87, ein 75-taktiges Werk As-Dur für summenden Männerchor und Tenorsolo, komponiert am 15. Dezember 1890 nach einem Text von Franz Grillparzer.
- Der deutsche Gesang, WAB 63, ein 87-taktiges Werk d-Moll für Männerchor und Blechblasinstrumente (4 Hörner, 3 Trompeten, 3 Posaunen und Kontrabasstuba), komponiert am 29. April 1892 nach einem Text von Erich Fels.
- Tafellied, WAB 59c, eine 16-taktige Neuauflage mit drei Strophen, von An dem Feste, WAB 59a, Des-Dur, komponiert am 22. Februar 1893 nach einem Text von Karl Ptak.

## Diskografie
Die Diskografie von Bruckners Weltlichen Chorwerken ist viel kleiner als die seiner religiösen Werke. Die meisten Weltlichen Chorwerke wurden erst viel später herausgegeben und sind daher bis heute recht unbekannt. Außer Trösterin Musik, WAB 88, die sehr populär ist und etwa 30 Mal aufgenommen wurde, werden die Weltlichen Chorwerke selten aufgeführt. Ein Drittel dieser Werke (8 Weltliche Chorwerke und 4 Wahlsprüche) sind noch nicht kommerziell eingespielt.
Vier Mitschnitte sind Bruckners Weltlichen Chorwerken gewidmet:
- Guido Mancusi, Chorus Viennensis, Musik, du himmlisches Gebilde! – CD: ORF CD 73, 1995 (8 Weltliche Chorwerke)
- Thomas Kerbl, Männerchorvereinigung Bruckner 08, Anton Bruckner Männerchöre – CD: LIVA 027, 2008 (9 Weltliche Chorwerke)
- Jan Schumacher, Camerata Musica Limburg, Serenade. Songs of night and love – CD: Genuin GEN 12224, 2011 (4 Weltliche Chorwerke)
- Thomas Kerbl, Männerchorvereinigung Bruckner 12, Weltliche Männerchöre – CD: LIVA 054, 2012 (12 Weltliche Chorwerke and 3 Wahlsprüche)

Eine Zusammenstellung von 5 Liedern und 30 Weltlichen Chorwerken in chronologischer Reihenfolge der Gesamtausgabe Band XXIII/1: „Lieder für Gesang und Klavier“ und Band XXIII/2: „Weltliche Chorwerke“ ist im Bruckner-Archiv verfügbar: Charter Oak COR-2178 (Set mit zwei CDs).
Im Rahmen des Brucknerfestes Linz 2024 führten die Chöre Chorus Viennensis und Sonat Vox am 5. Oktober 2024 ein A-cappella-Repertoire für Männerchor u. a. zehn Bruckner's Weltliche Chorwerke auf.